# Lycosa piochardi
Lycosa piochardi este o specie de păianjeni din genul Lycosa, familia Lycosidae, descrisă de Simon, 1876.
Este endemică în Syria. Conține o singură subspecie: L. p. infraclara.